# Araespor gazellus
Araespor gazellus là một loài bọ cánh cứng trong họ Cerambycidae.